# Myles Coverdale
Myles Coverdale (Condado de Yorkshire, 1488 - Londres, 20 de enero de 1569), fue un clérigo y traductor inglés.

## Biografía
Coverdale es conocido principalmente por sus traducciones de la Biblia y por haber oficiado como obispo de Exeter (1551-1553). Tras estudiar filosofía y teología en Cambridge, se convirtió en fraile agustino y fue a la casa de su orden, también en Cambridge. En 1514 John Underwood, obispo de Norfolk, lo ordenó sacerdote en Norwich. En 1535 produjo la primera traducción impresa completa de la Biblia al inglés, conocida como la Biblia Coverdale. Para el momento de su muerte, se había convertido en uno de los primeros puritanos en la doctrina de Juan Calvino, aunque todavía abogaba por las enseñanzas de Agustín de Hipona.

## Obra
Coverdale trabajó en las siguientes versiones de la Biblia:
- 1535 - Biblia Coverdale
- 1537 - Biblia de Mateo, junto con John Rogers y Guillermo Tyndale
- 1539 - Gran Biblia
- 1560 - Biblia de Ginebra